# Liste des planètes mineures (674001-675000)
Voici la liste des planètes mineures numérotées de 674001 à 675000. Les planètes mineures sont numérotées lorsque leur orbite est confirmée, ce qui peut parfois se produire longtemps après leur découverte. Elles sont classées ici par leur numéro.

## Planètes mineures 674001 à 675000
- (674001) 2015 HJ171
- (674002) 2015 HY173
- (674003) 2015 HX174
- (674004) 2015 HZ174
- (674005) 2015 HY179
- (674006) 2015 HU181
- (674007) 2015 HX187
- (674008) 2015 HE190
- (674009) 2015 HN203
- (674010) 2015 HH209
- (674011) 2015 HB210
- (674012) 2015 HM211
- (674013) 2015 HY211
- (674014) 2015 HY216
- (674015) 2015 HD225
- (674016) 2015 HD233
- (674017) 2015 HL241
- (674018) 2015 HB245
- (674019) 2015 HD285
- (674020) 2015 HF288
- (674021) 2015 HT298
- (674022) 2015 JM1
- (674023) 2015 JU1
- (674024) 2015 JP7
- (674025) 2015 JW10
- (674026) 2015 JL14
- (674027) 2015 JQ18
- (674028) 2015 JT19
- (674029) 2015 JY22
- (674030) 2015 JO25
- (674031) 2015 KV
- (674032) 2015 KQ2
- (674033) 2015 KX2
- (674034) 2015 KC3
- (674035) 2015 KJ3
- (674036) 2015 KP3
- (674037) 2015 KU4
- (674038) 2015 KV4
- (674039) 2015 KV13
- (674040) 2015 KN14
- (674041) 2015 KW16
- (674042) 2015 KV26
- (674043) 2015 KY26
- (674044) 2015 KT35
- (674045) 2015 KG36
- (674046) 2015 KN36
- (674047) 2015 KW36
- (674048) 2015 KZ39
- (674049) 2015 KM40
- (674050) 2015 KC41
- (674051) 2015 KU41
- (674052) 2015 KJ42
- (674053) 2015 KT43
- (674054) 2015 KR47
- (674055) 2015 KU47
- (674056) 2015 KF49
- (674057) 2015 KP50
- (674058) 2015 KU50
- (674059) 2015 KV50
- (674060) 2015 KC53
- (674061) 2015 KC55
- (674062) 2015 KP55
- (674063) 2015 KZ55
- (674064) 2015 KC61
- (674065) 2015 KG61
- (674066) 2015 KD64
- (674067) 2015 KR64
- (674068) 2015 KW64
- (674069) 2015 KG65
- (674070) 2015 KD66
- (674071) 2015 KC68
- (674072) 2015 KT68
- (674073) 2015 KX68
- (674074) 2015 KA71
- (674075) 2015 KD74
- (674076) 2015 KS78
- (674077) 2015 KB83
- (674078) 2015 KT85
- (674079) 2015 KC86
- (674080) 2015 KJ91
- (674081) 2015 KN96
- (674082) 2015 KD97
- (674083) 2015 KC99
- (674084) 2015 KN100
- (674085) 2015 KN101
- (674086) 2015 KF102
- (674087) 2015 KA104
- (674088) 2015 KO106
- (674089) 2015 KY107
- (674090) 2015 KP109
- (674091) 2015 KQ109
- (674092) 2015 KH114
- (674093) 2015 KA117
- (674094) 2015 KK118
- (674095) 2015 KX124
- (674096) 2015 KY130
- (674097) 2015 KJ131
- (674098) 2015 KD133
- (674099) 2015 KH134
- (674100) 2015 KN134
- (674101) 2015 KZ134
- (674102) 2015 KB135
- (674103) 2015 KE135
- (674104) 2015 KG136
- (674105) 2015 KD138
- (674106) 2015 KH138
- (674107) 2015 KN140
- (674108) 2015 KA141
- (674109) 2015 KJ141
- (674110) 2015 KJ142
- (674111) 2015 KX142
- (674112) 2015 KC145
- (674113) 2015 KU149
- (674114) 2015 KJ151
- (674115) 2015 KZ152
- (674116) 2015 KC157
- (674117) 2015 KO160
- (674118) 2015 KH162
- (674119) 2015 KF163
- (674120) 2015 KQ164
- (674121) 2015 KR164
- (674122) 2015 KL170
- (674123) 2015 KF179
- (674124) 2015 KN179
- (674125) 2015 KG181
- (674126) 2015 KU181
- (674127) 2015 KY186
- (674128) 2015 KF190
- (674129) 2015 KW190
- (674130) 2015 KA194
- (674131) 2015 KW195
- (674132) 2015 KH198
- (674133) 2015 KG200
- (674134) 2015 KM206
- (674135) 2015 KT206
- (674136) 2015 KG223
- (674137) 2015 KC235
- (674138) 2015 KH246
- (674139) 2015 KR254
- (674140) 2015 KS277
- (674141) 2015 KF319
- (674142) 2015 LR1
- (674143) 2015 LU2
- (674144) 2015 LF5
- (674145) 2015 LM11
- (674146) 2015 LA12
- (674147) 2015 LV19
- (674148) 2015 LP23
- (674149) 2015 LT23
- (674150) 2015 LT25
- (674151) 2015 LZ28
- (674152) 2015 LO30
- (674153) 2015 LR30
- (674154) 2015 LD32
- (674155) 2015 LR33
- (674156) 2015 LQ34
- (674157) 2015 LN36
- (674158) 2015 LP39
- (674159) 2015 LJ40
- (674160) 2015 LO40
- (674161) 2015 LX42
- (674162) 2015 LF43
- (674163) 2015 LO43
- (674164) 2015 LE44
- (674165) 2015 LN45
- (674166) 2015 LA47
- (674167) 2015 LW51
- (674168) 2015 LX53
- (674169) 2015 LN62
- (674170) 2015 MH2
- (674171) 2015 MR4
- (674172) 2015 MA5
- (674173) 2015 MC8
- (674174) 2015 ML12
- (674175) 2015 MM14
- (674176) 2015 MP15
- (674177) 2015 ML16
- (674178) 2015 MD19
- (674179) 2015 MA21
- (674180) 2015 MX22
- (674181) 2015 MA27
- (674182) 2015 MZ28
- (674183) 2015 MN32
- (674184) 2015 MG33
- (674185) 2015 MR36
- (674186) 2015 MT36
- (674187) 2015 ME38
- (674188) 2015 MY38
- (674189) 2015 MP40
- (674190) 2015 MV41
- (674191) 2015 MQ42
- (674192) 2015 MR42
- (674193) 2015 MP44
- (674194) 2015 MA48
- (674195) 2015 ME48
- (674196) 2015 MN48
- (674197) 2015 MP48
- (674198) 2015 MD50
- (674199) 2015 MK50
- (674200) 2015 MR50
- (674201) 2015 ME51
- (674202) 2015 MM53
- (674203) 2015 MD54
- (674204) 2015 MD55
- (674205) 2015 MT55
- (674206) 2015 MN61
- (674207) 2015 MN66
- (674208) 2015 MU67
- (674209) 2015 MH70
- (674210) 2015 MS71
- (674211) 2015 MP75
- (674212) 2015 MB79
- (674213) 2015 ME83
- (674214) 2015 MP83
- (674215) 2015 ME84
- (674216) 2015 MY85
- (674217) 2015 MX86
- (674218) 2015 MK90
- (674219) 2015 MV90
- (674220) 2015 MV91
- (674221) 2015 MT92
- (674222) 2015 MD99
- (674223) 2015 MX101
- (674224) 2015 MV105
- (674225) 2015 MJ106
- (674226) 2015 MY106
- (674227) 2015 MW112
- (674228) 2015 MF114
- (674229) 2015 MY114
- (674230) 2015 MH116
- (674231) 2015 MP117
- (674232) 2015 MP120
- (674233) 2015 MU122
- (674234) 2015 MX122
- (674235) 2015 MF126
- (674236) 2015 MQ126
- (674237) 2015 MP128
- (674238) 2015 MC129
- (674239) 2015 MA134
- (674240) 2015 MD137
- (674241) 2015 MG137
- (674242) 2015 MV137
- (674243) 2015 MM139
- (674244) 2015 MQ139
- (674245) 2015 MR139
- (674246) 2015 MF149
- (674247) 2015 MS149
- (674248) 2015 MX149
- (674249) 2015 MR150
- (674250) 2015 MT150
- (674251) 2015 MU150
- (674252) 2015 MZ150
- (674253) 2015 MP152
- (674254) 2015 ML153
- (674255) 2015 MV155
- (674256) 2015 MR161
- (674257) 2015 MX163
- (674258) 2015 MZ163
- (674259) 2015 MM165
- (674260) 2015 MQ165
- (674261) 2015 MS166
- (674262) 2015 MK170
- (674263) 2015 MM170
- (674264) 2015 MY174
- (674265) 2015 MG175
- (674266) 2015 MW177
- (674267) 2015 MU182
- (674268) 2015 MQ183
- (674269) 2015 MG186
- (674270) 2015 MQ186
- (674271) 2015 MP187
- (674272) 2015 NR5
- (674273) 2015 NH6
- (674274) 2015 NQ7
- (674275) 2015 NV7
- (674276) 2015 NR9
- (674277) 2015 NK14
- (674278) 2015 NZ14
- (674279) 2015 NE18
- (674280) 2015 NG19
- (674281) 2015 NR19
- (674282) 2015 NT19
- (674283) 2015 NX23
- (674284) 2015 NJ25
- (674285) 2015 NJ26
- (674286) 2015 NW26
- (674287) 2015 ND27
- (674288) 2015 NE27
- (674289) 2015 NP27
- (674290) 2015 NO28
- (674291) 2015 NW28
- (674292) 2015 NY28
- (674293) 2015 NF32
- (674294) 2015 NX35
- (674295) 2015 NC36
- (674296) 2015 NP36
- (674297) 2015 OE2
- (674298) 2015 OW2
- (674299) 2015 ON3
- (674300) 2015 OS4
- (674301) 2015 OQ6
- (674302) 2015 OU7
- (674303) 2015 OD9
- (674304) 2015 OS9
- (674305) 2015 OU11
- (674306) 2015 OW12
- (674307) 2015 OE13
- (674308) 2015 OF16
- (674309) 2015 OH16
- (674310) 2015 OL17
- (674311) 2015 OU17
- (674312) 2015 OZ19
- (674313) 2015 OC21
- (674314) 2015 OO22
- (674315) 2015 OM23
- (674316) 2015 OP23
- (674317) 2015 OW23
- (674318) 2015 OO27
- (674319) 2015 OU27
- (674320) 2015 OB28
- (674321) 2015 OO29
- (674322) 2015 OD30
- (674323) 2015 OE30
- (674324) 2015 OJ32
- (674325) 2015 OY38
- (674326) 2015 OU39
- (674327) 2015 OD40
- (674328) 2015 OF41
- (674329) 2015 OG42
- (674330) 2015 OS43
- (674331) 2015 OT43
- (674332) 2015 OR45
- (674333) 2015 OK46
- (674334) 2015 OU46
- (674335) 2015 OJ47
- (674336) 2015 ON47
- (674337) 2015 OK49
- (674338) 2015 OO50
- (674339) 2015 OQ50
- (674340) 2015 OZ50
- (674341) 2015 OL51
- (674342) 2015 OU51
- (674343) 2015 OF52
- (674344) 2015 OV53
- (674345) 2015 OW57
- (674346) 2015 OE58
- (674347) 2015 OH58
- (674348) 2015 OH59
- (674349) 2015 OK59
- (674350) 2015 OP59
- (674351) 2015 OM60
- (674352) 2015 OQ60
- (674353) 2015 OV60
- (674354) 2015 OK61
- (674355) 2015 OO61
- (674356) 2015 OL62
- (674357) 2015 OA63
- (674358) 2015 OJ65
- (674359) 2015 OY65
- (674360) 2015 OE66
- (674361) 2015 OZ67
- (674362) 2015 OL69
- (674363) 2015 OY69
- (674364) 2015 OG74
- (674365) 2015 OY74
- (674366) 2015 OK75
- (674367) 2015 OZ75
- (674368) 2015 ON76
- (674369) 2015 OH77
- (674370) 2015 OK77
- (674371) 2015 OO78
- (674372) 2015 OO85
- (674373) 2015 OU85
- (674374) 2015 OD88
- (674375) 2015 OG88
- (674376) 2015 OO88
- (674377) 2015 OX89
- (674378) 2015 OP90
- (674379) 2015 OV90
- (674380) 2015 OK91
- (674381) 2015 OM91
- (674382) 2015 OG92
- (674383) 2015 OO92
- (674384) 2015 OE93
- (674385) 2015 OF93
- (674386) 2015 OY95
- (674387) 2015 OZ100
- (674388) 2015 OM102
- (674389) 2015 OV104
- (674390) 2015 OX105
- (674391) 2015 OD106
- (674392) 2015 OE106
- (674393) 2015 OB107
- (674394) 2015 OB108
- (674395) 2015 OH110
- (674396) 2015 OM121
- (674397) 2015 OT121
- (674398) 2015 OW122
- (674399) 2015 ON123
- (674400) 2015 OJ125
- (674401) 2015 OR126
- (674402) 2015 OX132
- (674403) 2015 OE138
- (674404) 2015 OP143
- (674405) 2015 OM145
- (674406) 2015 OC149
- (674407) 2015 OX149
- (674408) 2015 OB150
- (674409) 2015 OU152
- (674410) 2015 OZ152
- (674411) 2015 OP153
- (674412) 2015 OX155
- (674413) 2015 OH162
- (674414) 2015 PM2
- (674415) 2015 PA4
- (674416) 2015 PE4
- (674417) 2015 PJ10
- (674418) 2015 PD12
- (674419) 2015 PG13
- (674420) 2015 PF14
- (674421) 2015 PB16
- (674422) 2015 PD16
- (674423) 2015 PM16
- (674424) 2015 PX21
- (674425) 2015 PL25
- (674426) 2015 PY27
- (674427) 2015 PQ28
- (674428) 2015 PZ28
- (674429) 2015 PO29
- (674430) 2015 PQ32
- (674431) 2015 PX33
- (674432) 2015 PJ34
- (674433) 2015 PH35
- (674434) 2015 PD36
- (674435) 2015 PW36
- (674436) 2015 PE39
- (674437) 2015 PY39
- (674438) 2015 PY43
- (674439) 2015 PA44
- (674440) 2015 PE49
- (674441) 2015 PR54
- (674442) 2015 PQ63
- (674443) 2015 PY63
- (674444) 2015 PX65
- (674445) 2015 PD66
- (674446) 2015 PY69
- (674447) 2015 PL72
- (674448) 2015 PR72
- (674449) 2015 PJ73
- (674450) 2015 PF75
- (674451) 2015 PV77
- (674452) 2015 PN84
- (674453) 2015 PZ85
- (674454) 2015 PR87
- (674455) 2015 PY89
- (674456) 2015 PN94
- (674457) 2015 PE95
- (674458) 2015 PW99
- (674459) 2015 PG103
- (674460) 2015 PZ110
- (674461) 2015 PM115
- (674462) 2015 PV122
- (674463) 2015 PF126
- (674464) 2015 PF127
- (674465) 2015 PK133
- (674466) 2015 PV139
- (674467) 2015 PR141
- (674468) 2015 PP142
- (674469) 2015 PV142
- (674470) 2015 PZ142
- (674471) 2015 PC143
- (674472) 2015 PH145
- (674473) 2015 PG148
- (674474) 2015 PH159
- (674475) 2015 PN159
- (674476) 2015 PR161
- (674477) 2015 PL164
- (674478) 2015 PX166
- (674479) 2015 PZ166
- (674480) 2015 PK170
- (674481) 2015 PZ172
- (674482) 2015 PP182
- (674483) 2015 PX189
- (674484) 2015 PF191
- (674485) 2015 PA192
- (674486) 2015 PT193
- (674487) 2015 PW193
- (674488) 2015 PZ193
- (674489) 2015 PK195
- (674490) 2015 PE196
- (674491) 2015 PF196
- (674492) 2015 PH196
- (674493) 2015 PW199
- (674494) 2015 PB202
- (674495) 2015 PK203
- (674496) 2015 PN203
- (674497) 2015 PT205
- (674498) 2015 PK206
- (674499) 2015 PG207
- (674500) 2015 PF209
- (674501) 2015 PU218
- (674502) 2015 PY219
- (674503) 2015 PN220
- (674504) 2015 PW221
- (674505) 2015 PX223
- (674506) 2015 PN227
- (674507) 2015 PA230
- (674508) 2015 PF235
- (674509) 2015 PM239
- (674510) 2015 PE242
- (674511) 2015 PF245
- (674512) 2015 PC252
- (674513) 2015 PX254
- (674514) 2015 PW262
- (674515) 2015 PZ263
- (674516) 2015 PJ264
- (674517) 2015 PZ265
- (674518) 2015 PG269
- (674519) 2015 PR275
- (674520) 2015 PB276
- (674521) 2015 PG279
- (674522) 2015 PO279
- (674523) 2015 PW280
- (674524) 2015 PZ280
- (674525) 2015 PJ281
- (674526) 2015 PK282
- (674527) 2015 PE283
- (674528) 2015 PR286
- (674529) 2015 PA288
- (674530) 2015 PR288
- (674531) 2015 PM290
- (674532) 2015 PN290
- (674533) 2015 PE291
- (674534) 2015 PO291
- (674535) 2015 PE293
- (674536) 2015 PD294
- (674537) 2015 PO294
- (674538) 2015 PA295
- (674539) 2015 PT296
- (674540) 2015 PM300
- (674541) 2015 PQ305
- (674542) 2015 PG306
- (674543) 2015 PU307
- (674544) 2015 PV307
- (674545) 2015 PS311
- (674546) 2015 PF312
- (674547) 2015 PH312
- (674548) 2015 PA318
- (674549) 2015 PH319
- (674550) 2015 PG323
- (674551) 2015 PL323
- (674552) 2015 PT323
- (674553) 2015 PD324
- (674554) 2015 PX325
- (674555) 2015 PG326
- (674556) 2015 PA332
- (674557) 2015 PG332
- (674558) 2015 PS332
- (674559) 2015 PZ332
- (674560) 2015 PN334
- (674561) 2015 PA338
- (674562) 2015 PY348
- (674563) 2015 PM349
- (674564) 2015 PB350
- (674565) 2015 PY358
- (674566) 2015 PP361
- (674567) 2015 QX2
- (674568) 2015 QB4
- (674569) 2015 QG4
- (674570) 2015 QU4
- (674571) 2015 QS7
- (674572) 2015 QF8
- (674573) 2015 QU9
- (674574) 2015 QP11
- (674575) 2015 QE14
- (674576) 2015 QH14
- (674577) 2015 QP15
- (674578) 2015 QF17
- (674579) 2015 QK17
- (674580) 2015 QL17
- (674581) 2015 QC18
- (674582) 2015 QH18
- (674583) 2015 QF19
- (674584) 2015 QG19
- (674585) 2015 QP19
- (674586) 2015 QA25
- (674587) 2015 QF25
- (674588) 2015 QJ25
- (674589) 2015 QE26
- (674590) 2015 RH2
- (674591) 2015 RZ6
- (674592) 2015 RE8
- (674593) 2015 RK10
- (674594) 2015 RN11
- (674595) 2015 RS11
- (674596) 2015 RX15
- (674597) 2015 RL16
- (674598) 2015 RZ17
- (674599) 2015 RK18
- (674600) 2015 RF19
- (674601) 2015 RT19
- (674602) 2015 RV20
- (674603) 2015 RC21
- (674604) 2015 RA26
- (674605) 2015 RS27
- (674606) 2015 RU27
- (674607) 2015 RG28
- (674608) 2015 RY28
- (674609) 2015 RP29
- (674610) 2015 RN30
- (674611) 2015 RD31
- (674612) 2015 RC32
- (674613) 2015 RH34
- (674614) 2015 RO34
- (674615) 2015 RW38
- (674616) 2015 RH40
- (674617) 2015 RO42
- (674618) 2015 RM43
- (674619) 2015 RY48
- (674620) 2015 RK50
- (674621) 2015 RD51
- (674622) 2015 RN51
- (674623) 2015 RB52
- (674624) 2015 RE52
- (674625) 2015 RF53
- (674626) 2015 RH54
- (674627) 2015 RL55
- (674628) 2015 RN55
- (674629) 2015 RB59
- (674630) 2015 RT60
- (674631) 2015 RL63
- (674632) 2015 RT64
- (674633) 2015 RE68
- (674634) 2015 RB69
- (674635) 2015 RJ69
- (674636) 2015 RW70
- (674637) 2015 RV71
- (674638) 2015 RZ71
- (674639) 2015 RD73
- (674640) 2015 RO73
- (674641) 2015 RP76
- (674642) 2015 RT76
- (674643) 2015 RB78
- (674644) 2015 RG78
- (674645) 2015 RD79
- (674646) 2015 RG79
- (674647) 2015 RB80
- (674648) 2015 RD80
- (674649) 2015 RM80
- (674650) 2015 RF84
- (674651) 2015 RQ86
- (674652) 2015 RL89
- (674653) 2015 RS89
- (674654) 2015 RM90
- (674655) 2015 RU91
- (674656) 2015 RV92
- (674657) 2015 RF93
- (674658) 2015 RB94
- (674659) 2015 RC94
- (674660) 2015 RG95
- (674661) 2015 RN95
- (674662) 2015 RD97
- (674663) 2015 RZ97
- (674664) 2015 RP99
- (674665) 2015 RR99
- (674666) 2015 RF100
- (674667) 2015 RK100
- (674668) 2015 RW100
- (674669) 2015 RX100
- (674670) 2015 RE102
- (674671) 2015 RF102
- (674672) 2015 RR102
- (674673) 2015 RV102
- (674674) 2015 RX103
- (674675) 2015 RO108
- (674676) 2015 RJ109
- (674677) 2015 RT110
- (674678) 2015 RD111
- (674679) 2015 RQ114
- (674680) 2015 RS115
- (674681) 2015 RF116
- (674682) 2015 RV116
- (674683) 2015 RU118
- (674684) 2015 RG119
- (674685) 2015 RZ119
- (674686) 2015 RY120
- (674687) 2015 RT121
- (674688) 2015 RV123
- (674689) 2015 RU127
- (674690) 2015 RR132
- (674691) 2015 RT135
- (674692) 2015 RM140
- (674693) 2015 RJ143
- (674694) 2015 RU147
- (674695) 2015 RK157
- (674696) 2015 RA164
- (674697) 2015 RO168
- (674698) 2015 RQ168
- (674699) 2015 RK169
- (674700) 2015 RA170
- (674701) 2015 RX170
- (674702) 2015 RP178
- (674703) 2015 RJ186
- (674704) 2015 RX187
- (674705) 2015 RW190
- (674706) 2015 RP193
- (674707) 2015 RB194
- (674708) 2015 RE194
- (674709) 2015 RN195
- (674710) 2015 RW195
- (674711) 2015 RV204
- (674712) 2015 RE205
- (674713) 2015 RS205
- (674714) 2015 RX205
- (674715) 2015 RS206
- (674716) 2015 RY208
- (674717) 2015 RA211
- (674718) 2015 RC212
- (674719) 2015 RO213
- (674720) 2015 RC214
- (674721) 2015 RF214
- (674722) 2015 RL214
- (674723) 2015 RW214
- (674724) 2015 RP216
- (674725) 2015 RR217
- (674726) 2015 RV227
- (674727) 2015 RO228
- (674728) 2015 RF229
- (674729) 2015 RH233
- (674730) 2015 RT233
- (674731) 2015 RU236
- (674732) 2015 RV240
- (674733) 2015 RX241
- (674734) 2015 RY242
- (674735) 2015 RK243
- (674736) 2015 RD246
- (674737) 2015 RM248
- (674738) 2015 RE249
- (674739) 2015 RK250
- (674740) 2015 RW254
- (674741) 2015 RZ254
- (674742) 2015 RH255
- (674743) 2015 RE258
- (674744) 2015 RH259
- (674745) 2015 RT259
- (674746) 2015 RN260
- (674747) 2015 RQ260
- (674748) 2015 RN262
- (674749) 2015 RS262
- (674750) 2015 RU268
- (674751) 2015 RB269
- (674752) 2015 RW272
- (674753) 2015 RB273
- (674754) 2015 RY273
- (674755) 2015 RD275
- (674756) 2015 RG284
- (674757) 2015 RM284
- (674758) 2015 RT286
- (674759) 2015 RW289
- (674760) 2015 RH291
- (674761) 2015 RQ295
- (674762) 2015 RE302
- (674763) 2015 RR306
- (674764) 2015 RW308
- (674765) 2015 RZ309
- (674766) 2015 RK313
- (674767) 2015 RE314
- (674768) 2015 RE329
- (674769) 2015 RE338
- (674770) 2015 RA339
- (674771) 2015 RS341
- (674772) 2015 RC346
- (674773) 2015 RG350
- (674774) 2015 RW361
- (674775) 2015 SC1
- (674776) 2015 SS1
- (674777) 2015 SJ5
- (674778) 2015 SX5
- (674779) 2015 SF6
- (674780) 2015 SG8
- (674781) 2015 SH8
- (674782) 2015 SP9
- (674783) 2015 SJ10
- (674784) 2015 SN10
- (674785) 2015 SV14
- (674786) 2015 SU15
- (674787) 2015 SR16
- (674788) 2015 SL18
- (674789) 2015 SR18
- (674790) 2015 SX18
- (674791) 2015 SB20
- (674792) 2015 SG20
- (674793) 2015 SR21
- (674794) 2015 SH22
- (674795) 2015 SP22
- (674796) 2015 SA23
- (674797) 2015 SH25
- (674798) 2015 SM25
- (674799) 2015 SR25
- (674800) 2015 SU25
- (674801) 2015 SM26
- (674802) 2015 SP26
- (674803) 2015 ST26
- (674804) 2015 SE29
- (674805) 2015 SS29
- (674806) 2015 SB30
- (674807) 2015 SM30
- (674808) 2015 SB31
- (674809) 2015 SD31
- (674810) 2015 SQ31
- (674811) 2015 SQ32
- (674812) 2015 SX32
- (674813) 2015 SY33
- (674814) 2015 SS37
- (674815) 2015 SP40
- (674816) 2015 SD55
- (674817) 2015 SQ55
- (674818) 2015 TO
- (674819) 2015 TJ2
- (674820) 2015 TH4
- (674821) 2015 TX4
- (674822) 2015 TE7
- (674823) 2015 TX8
- (674824) 2015 TL9
- (674825) 2015 TE10
- (674826) 2015 TH11
- (674827) 2015 TP11
- (674828) 2015 TB12
- (674829) 2015 TL12
- (674830) 2015 TB13
- (674831) 2015 TX13
- (674832) 2015 TZ13
- (674833) 2015 TG14
- (674834) 2015 TD15
- (674835) 2015 TJ15
- (674836) 2015 TU15
- (674837) 2015 TB17
- (674838) 2015 TH17
- (674839) 2015 TO17
- (674840) 2015 TF19
- (674841) 2015 TR19
- (674842) 2015 TG20
- (674843) 2015 TY21
- (674844) 2015 TG22
- (674845) 2015 TG25
- (674846) 2015 TW25
- (674847) 2015 TX26
- (674848) 2015 TH27
- (674849) 2015 TK27
- (674850) 2015 TW28
- (674851) 2015 TZ31
- (674852) 2015 TB34
- (674853) 2015 TT34
- (674854) 2015 TC35
- (674855) 2015 TN35
- (674856) 2015 TT35
- (674857) 2015 TU39
- (674858) 2015 TJ42
- (674859) 2015 TR42
- (674860) 2015 TF43
- (674861) 2015 TF47
- (674862) 2015 TQ47
- (674863) 2015 TR48
- (674864) 2015 TE49
- (674865) 2015 TB51
- (674866) 2015 TH51
- (674867) 2015 TP52
- (674868) 2015 TU53
- (674869) 2015 TT55
- (674870) 2015 TP57
- (674871) 2015 TX57
- (674872) 2015 TE62
- (674873) 2015 TW63
- (674874) 2015 TJ64
- (674875) 2015 TS65
- (674876) 2015 TU65
- (674877) 2015 TV65
- (674878) 2015 TK67
- (674879) 2015 TR67
- (674880) 2015 TG68
- (674881) 2015 TP69
- (674882) 2015 TT69
- (674883) 2015 TF71
- (674884) 2015 TU72
- (674885) 2015 TB73
- (674886) 2015 TX75
- (674887) 2015 TH77
- (674888) 2015 TK78
- (674889) 2015 TO79
- (674890) 2015 TY79
- (674891) 2015 TW80
- (674892) 2015 TF81
- (674893) 2015 TH81
- (674894) 2015 TT82
- (674895) 2015 TV82
- (674896) 2015 TV83
- (674897) 2015 TO84
- (674898) 2015 TJ85
- (674899) 2015 TX85
- (674900) 2015 TX86
- (674901) 2015 TN87
- (674902) 2015 TJ88
- (674903) 2015 TP88
- (674904) 2015 TG89
- (674905) 2015 TJ89
- (674906) 2015 TX90
- (674907) 2015 TE98
- (674908) 2015 TS100
- (674909) 2015 TA101
- (674910) 2015 TS101
- (674911) 2015 TW103
- (674912) 2015 TD104
- (674913) 2015 TG104
- (674914) 2015 TK104
- (674915) 2015 TK106
- (674916) 2015 TY106
- (674917) 2015 TO109
- (674918) 2015 TD110
- (674919) 2015 TJ110
- (674920) 2015 TC112
- (674921) 2015 TE112
- (674922) 2015 TH112
- (674923) 2015 TP112
- (674924) 2015 TC114
- (674925) 2015 TL114
- (674926) 2015 TA117
- (674927) 2015 TH119
- (674928) 2015 TO122
- (674929) 2015 TJ127
- (674930) 2015 TK127
- (674931) 2015 TG128
- (674932) 2015 TW128
- (674933) 2015 TX128
- (674934) 2015 TA129
- (674935) 2015 TZ129
- (674936) 2015 TS131
- (674937) 2015 TJ133
- (674938) 2015 TO137
- (674939) 2015 TS140
- (674940) 2015 TD142
- (674941) 2015 TG142
- (674942) 2015 TX143
- (674943) 2015 TT144
- (674944) 2015 TS145
- (674945) 2015 TF147
- (674946) 2015 TH147
- (674947) 2015 TJ150
- (674948) 2015 TN151
- (674949) 2015 TV152
- (674950) 2015 TP153
- (674951) 2015 TA159
- (674952) 2015 TL160
- (674953) 2015 TY160
- (674954) 2015 TP162
- (674955) 2015 TC163
- (674956) 2015 TG163
- (674957) 2015 TL163
- (674958) 2015 TR167
- (674959) 2015 TW169
- (674960) 2015 TH171
- (674961) 2015 TU171
- (674962) 2015 TE172
- (674963) 2015 TF172
- (674964) 2015 TZ173
- (674965) 2015 TF174
- (674966) 2015 TV179
- (674967) 2015 TX179
- (674968) 2015 TK180
- (674969) 2015 TX180
- (674970) 2015 TM182
- (674971) 2015 TQ182
- (674972) 2015 TN183
- (674973) 2015 TS183
- (674974) 2015 TC190
- (674975) 2015 TK190
- (674976) 2015 TP190
- (674977) 2015 TU191
- (674978) 2015 TK195
- (674979) 2015 TM195
- (674980) 2015 TH196
- (674981) 2015 TL196
- (674982) 2015 TL197
- (674983) 2015 TM198
- (674984) 2015 TP198
- (674985) 2015 TU198
- (674986) 2015 TA203
- (674987) 2015 TE203
- (674988) 2015 TG203
- (674989) 2015 TZ203
- (674990) 2015 TJ204
- (674991) 2015 TW204
- (674992) 2015 TT205
- (674993) 2015 TW206
- (674994) 2015 TT208
- (674995) 2015 TY208
- (674996) 2015 TZ208
- (674997) 2015 TT209
- (674998) 2015 TE210
- (674999) 2015 TZ210
- (675000) 2015 TB211